# 陳火木
陳火木（1931年8月20日—），是一位臺灣畫家、美術家、教師，於1982年旅美20余年深造。陳火木曾於紐約臺灣會館、華僑文教中心擔任美術指導，目前任教於中正紀念堂「生活美學油晝班」。